# Gregor Gazvoda
Gregor Gazvoda (Maribor, 1981. október 15. –) szlovén profi kerékpáros. A kínai Champion System Pro Cycling Team-ben versenyez.

## Eredményei
2001
3. - GP Krka
2002
6. - GP Krka
8., összetettben - Olympia's Tour
1., 7b szakasz
2005
1., 7. szakasz - Vuelta a Cuba
1., Szlovén országúti bajnokság - Időfutam-bajnokság 
2., Szlovén országúti bajnokság - Mezőnyverseny
2007
2., Szlovén országúti bajnokság - Időfutam-bajnokság
9. - Chrono des Nations - Les Herbiers
2008
1., 4. szakasz - Circuit des Ardennes
1. - Velika Nagrada Ptuja
1., Szlovén országúti bajnokság - Időfutam-bajnokság 
3., Szlovén országúti bajnokság - Mezőnyverseny
6. - Chrono des Nations - Les Herbiers
9. - Ljubljana - Zagreb
2009
2., Szlovén országúti bajnokság - Időfutam-bajnokság
7. - Mediterranean Games
2010
1., Szlovén országúti bajnokság - Időfutam-bajnokság 
1., 2. szakasz - Tour of Qinghai Lake
8. - Tour of Taihu
2011
1., összetettben - Tour of Qinghai Lake
1., 3. szakasz
1. - Tour of Vojvodina
3., Szlovén országúti bajnokság - Mezőnyverseny
7., Szlovén országúti bajnokság - Időfutam-bajnokság
2012
2., Szlovén országúti bajnokság - Időfutam-bajnokság

## Grand Tour eredményei
| Grand Tour | 2012 | 2013 |
| ---------- | ---- | ---- |
| Giro       | 134. |      |
| Tour       | -    |      |
| Vuelta     | -    |      |

## Külső hivatkozások
- Twitter oldala